# 火山冬天
火山冬天是一個關於全球氣候變化的理論，該理論認為火山爆發後產生大量的火山灰、硫酸、水等物質到大氣層中，提升地球對太陽的反照率，將太陽輻射大幅反照回地球外，導致全球氣溫下降。若要引起長期冷卻效應，主要取決於大量的硫化合物注入平流層，這些化合物經歷一系列反應後會產生硫酸，經過成核作用後形成氣溶膠。這些氣溶膠在平流層透過反射阻擋太陽輻射，還會吸收地表輻射來增溫平流層，使得地球表面溫度下降。近期顯示1991年皮納土波火山以及其他火山爆發生成的氣溶膠，已被證明有助於減緩人為造成的臭氧層破洞現象，不過產生的硫酸鹽同時也會減緩臭氧層修復。大氣升溫或降溫的變化，會引發對流層和平流層的循環現象。

## 歷史事件

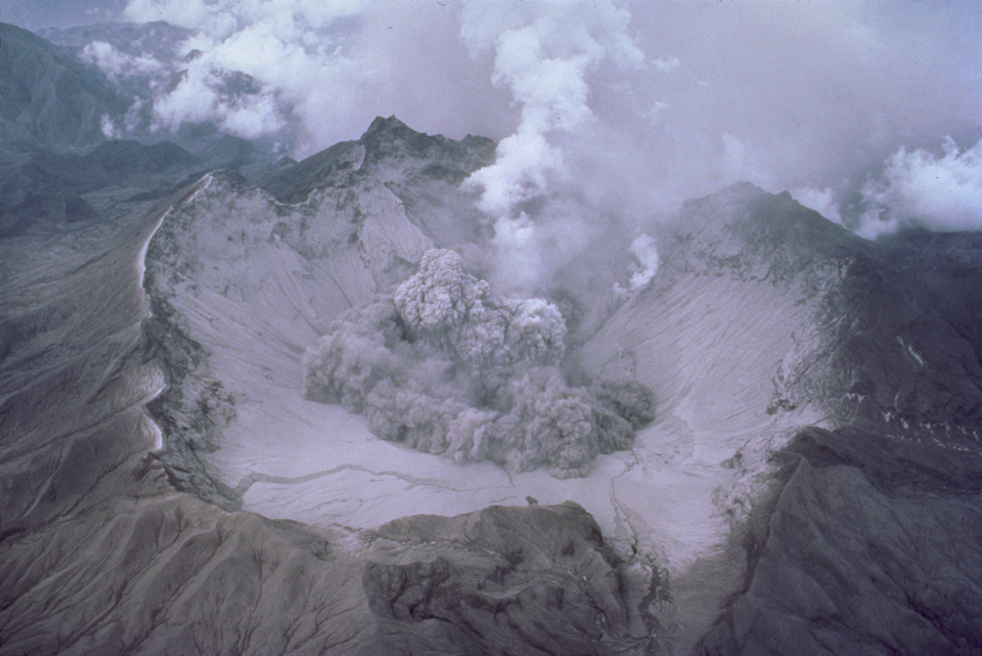
皮納土波火山於1991年代最初噴發的情況。

近期火山噴發對冬季氣候影響規模不大，但在歷史上曾引起重要的大事紀。至目前為止，歷史上發生的大規模人口減少事件都與火山冬天多有所關聯。（參見多峇巨災理論）若估計全球火山在大規模噴發後產生的物質數量，平均每1百萬年產生至少1015公斤物質。（多巴湖在大規模噴發時估計產生6.9 × 1015公斤的物質）以下列出人類史上有紀錄及估計的火山冬天，發生時間由更新世到現代。
- 近期最明顯的例子為1991年位於菲律賓的皮納土波火山爆發，此次噴發造成全球氣溫下降至少2至3年。[6]

- 1883年，印尼的喀拉喀托火山爆發，造成全球進入4年的火山冬天。噴發後的4年全球異常寒冷，甚至在1887年至1888年冬季發生強烈的暴風雪[7]，同時全球多處地方都有降雪紀錄。[8]

- 1815年，位在印尼松巴哇島上的坦博拉火山爆發，造成1816年全球氣候異常，包括紐約州在夏季中期發生霜凍，新英格蘭、紐芬蘭和拉布拉多則在6月降雪，這些現象使1816年成為“無夏之年”。[9]

- 美國科學家班傑明·富蘭克林在1783年的一篇文章指出，當年寒冷的夏天氣候主因來自於冰島拉基火山噴發釋放的火山灰。[10]大量地二氧化硫釋放到大氣層，造成家畜與人員死亡，導致25%左右的冰島人因饑荒和中毒而死亡。在火山爆發一年後，北半球的氣溫平均下降1°C左右。[11]然而，富蘭克林的說法目前仍受到質疑。[12]

- 1600年，位於秘魯的瓦伊納普蒂納火山爆發，根據樹輪檢定，此次爆發造成全球在1601年氣溫異常寒冷。俄羅斯在1601年至1603年間發生一場大饑荒，而瑞士、拉脫維亞、愛沙尼亞在1600年到1602年間經歷特別寒冷的冬天。法國的葡萄酒收成日期延後，德國與秘魯的葡萄酒甚至都無法收成。在中國，桃樹開花的季節被迫延後，明朝万历後期至天啓年間中國氣候顯著變冷，旱災逐年增多，農業收成銳降。而日本的諏訪湖也提早進入凍結期。[13]

- 1452年至1453年間，位於萬那杜的庫瓦（英语：Kuwae）海底火山發生大規模噴發事件，對全球氣候造成災難性衝擊。[14]

- 據推測，1315–1317年大饑荒可能是由火山噴發造成的[15]，估計當時與飢荒時間吻合的火山噴發位置在紐西蘭塔拉威拉火山，歷史顯示該火山曾在1310年到1315年間發生噴發事件。[16]

- 1257年，撒瑪拉斯火山發生大規模噴發事件，對全球氣候造成災難性衝擊。[17]

- 535年至536年發生的全球極端天氣事件目前被認為與火山噴發有關連性。最新的理論解釋，這事件是位於薩爾瓦多伊洛潘戈火山布蘭卡合芬火山口（Tierra Blanca Joven，TBJ）爆發引起的。[18]

- 位於印尼蘇門答臘的多巴湖曾在71,000至73,000年前發生大規模爆發，接下來的6年裡，大量的火山硫沉積在全世界，可能造成東南亞嚴重地去森林化，以及全球氣溫平均下降1°C。[19]一部分科學家推測，此次噴發加速大陸冰川作用，並立刻使全球進入長達1萬年的冰河期氣候，造成大量的人口與動物滅亡。另一部分的科學家則認為此次火山噴發隊氣候的影響很微弱，並非對早期人類的數量造成嚴重影響。[19]然而，有考古學家在2013年於馬拉維湖的沉積物裡發現玻璃火山灰微觀層，並確認這些灰燼是75,000前多巴湖大規模噴發產生的，在靠近火山灰層的區域沒有發現化石，因而預估此次噴發並未造成嚴重的火山冬天。這一結果導致考古學家推測在人類已知史上最大的火山噴發對東非氣候無顯著改變。[20][21]

## 對生物影響

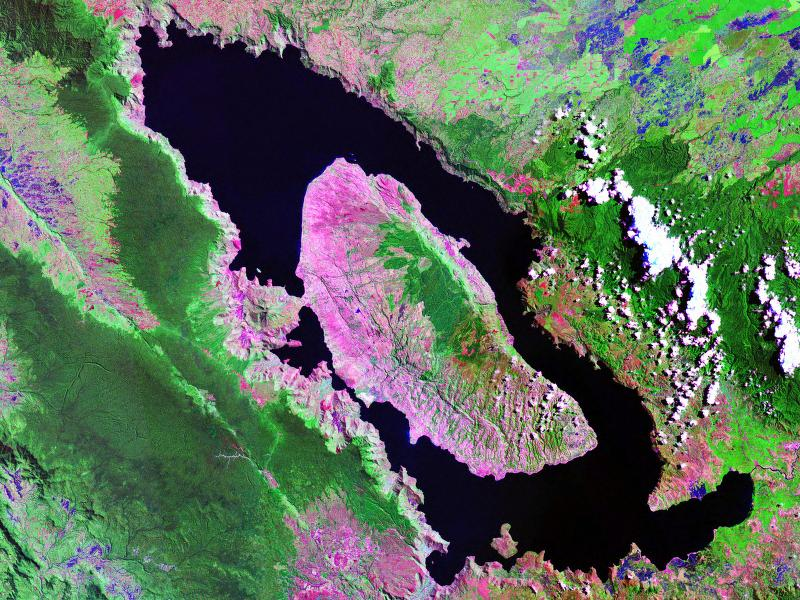
陸地衛星計畫中拍攝的超級火山多巴湖。

歷史上的全球人口瓶頸以及物種數量急遽減少，隨後可發現倖存的物種有一段大規模基因差異（遺傳分歧），研究顯示多與火山冬天有關連。這種事件可能會使人口減少到足以產生變化的水平，這種變化在小群體中發生得更快，從而加速人種差異化。根據多巴湖引發的瓶頸效應顯示，當時噴發造成至少15,000到40,000人死亡，許多物種也因基因庫縮小而產生巨大效應。

## 延伸閱讀
- MR Rampino, S Self & RB Stothers. . Annual Review of Earth and Planetary Sciences. 1988, 16: 73–99. Bibcode:1988AREPS..16...73R. doi:10.1146/annurev.ea.16.050188.000445.
- Oppenheimer C. . Quaternary Science Reviews. 2002, 21 (14–15): 1593–609. Bibcode:2002QSRv...21.1593O. doi:10.1016/S0277-3791(01)00154-8.